# Ejby Kirke (Køge Kommune)
 For alternative betydninger, se Ejby Kirke. (Se også artikler, som begynder med Ejby Kirke)
Ejby Kirke ligger i Ejby ca. 8 km NV for Køge (Region Sjælland). Til kommunalreformen i 2007 lå den i Skovbo Kommune (Roskilde Amt) og til kommunalreformen i 1970 lå den i Ramsø Herred iRoskilde Amt.
Kirken nævnes første gang i 1098, da munkene i Sorø påtænkte at bygge en kirke på stedet Kirken stod med sikkerhed færdig i 1150. Den er opført af grønsandsten, der er blevet brudt ved Lellinge. Af den romanske kirke står kun skibets langmure og dele af vestmuren. Oprindelig har de udvendige mure stået i blank sten, nu er de hvidkalkede. Sydportalen er bevaret, men noget omdannet, norddøren er tilmuret. Skibet har haft nord og sydportal med tympanonrelieffer, sydportalens tympanon blev fundet under renovering af våbenhuset i begyndelsen af 1900-tallet. De to tympanoner er nu opsat i kirkens vestfag. Enkelte romanske vinduer ses i murværket. O.1400 blev kirkens oprindelige kor nedrevet og erstattet med et langhuskor af munkesten med bælter af grønsandsten. Østgavlen blev ommuret i 1500-tallet og har en rig blændingsdekoration af Præstø-typen med etagedeling og tre cirkelblændinger.
Skibet fik indbygget krydshvælv i slutningen af 1300-tallet; gjordbuer og ribber støttes af konsolhoveder med ret stiliserede ansigter. I skibets romanske vinduer har man fundet en kalkmalet dekoration. Alterbordet dækkes af et renæssancepanel, altertavlen har malet årstal 1596 og ni skriftfelter. Prædikestolen er skåret i 1625 af Hans Holst, der også har skåret prædikestolen til Køge kirke. Som i Køge har Holst skåret et selvportræt på en af underbaldakinens bøjler. På prædikestolens rygpanel ses to adelsvåben.
På syddørens tympanon ses Kristus som Verdensdommer siddende på regnbuen. Han flankeres af to søjler og to træer. Søjlerne har modsat snoning. I Johannes Åbenbaring beskrives træer, som flankerer floden, der strømmer frelsende fra Himmeltronen som et dåbssymbol. Indskriften siger: "Enhver der træder ind i Guds hus, skal betænke, at der hjælper kun bønner." (Det er Gud som styrer, mennesket kan kun bede). På norddørens tympanon ses dragen med seks hoveder. Foran slangen står en blomsterroset som et paradissymbol. Den nederste indskrift er fragmentarisk, man kan læse GDOG … DC. Dragen på norddørens tympanon kan tolkes som dommedagsuhyret fra Apokalypsen. Begge relieffer er skåret i skånsk sandsten, stilen bærer præg af skånsk indflydelse.
Martin A. Hansen boede i Lellinge ikke langt fra Ejby kirke og blev inspireret af disse tympanonrelieffer til sit store værk om Orm og Tyr (med illustrationer af Sven Havsteen-Mikkelsen). Indtil 1843 opbevaredes i kirken et par uroksehorn, som man havde fundet i en nærliggende mose, de tolkedes som Tyrens horn og bevis på sandheden i legenden om Orm og Tyr. ifølge denne legende lagde Lindormen sig foran kirkedøren og hindrede folk i at gå i kirke. De kirketro opfostrede en tyr og lod den dræbe slangen, tyren blev dræbt af slangens gift, hvilket symboliserer Kristus død på korset for menneskeheden. Legenden om Orm og Tyr kendes fra flere kirker i Danmark men Martin A Hansen var overbevist om, at legenden havde sin oprindelse fra Ejby.
Kirken har en ret stor romansk døbefont i gotlandsk kalksten fra o.1300. På kummens yderside ses en apostelrække i lavt relief. Formodentlig har apostelrækken tilknytning til Trosbekendelsen under dåben. Apostlene er adskilt af søjler, alle apostle bærer attributter og har tungede glorier. Øverst har kummen en bølgeranke. Den cylindriske fod er udsmykket med fire figurer: en siddende konge med spyd (Sankt Knud ?), en siddende konge med økse (Sankt Olav), Kristus og endelig en stående figur i lang kjortel. De fire figurer er adskilt af stiliserede træer.

## Eksterne kilder og henvisninger
- Wikimedia Commons har flere filer relateret til Ejby Kirke (Køge Kommune)
- Ejby Kirke Arkiveret 1. marts 2011 hos  Wayback Machine på nordenskirker.dk
- Ejby Kirke Arkiveret 1. marts 2011 hos  Wayback Machine på KortTilKirken.dk
- Ejby Kirke Arkiveret 18. oktober 2014 hos  Wayback Machine i bogværket Danmarks Kirker (udg. af Nationalmuseet)